# Полювання за скарбами

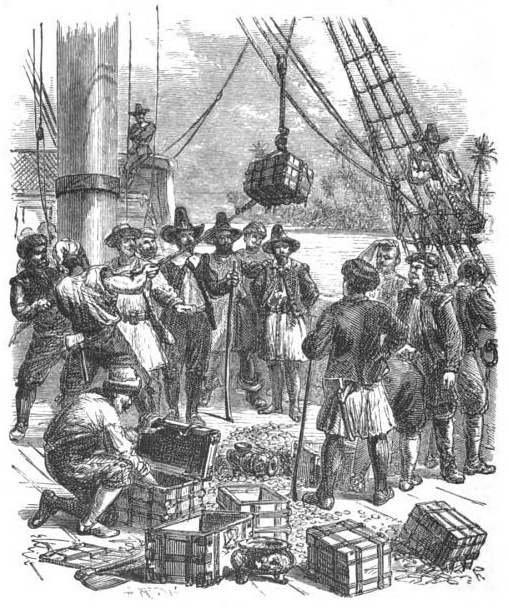
Мисливець за скарбами сер Вільям Фіпс підіймає скарби, знайдені на місці потонулого іспанського корабля

Полювання за скарбами — фізичний пошук скарбів.
Наприклад, мисливці за скарбами намагаються знайти затонулі кораблі і підняти з дна артефакти з ринковою вартістю. Цей вид діяльності, як правило, підживлюється ринком антикваріату. Практика полювання за скарбами може бути дещо суперечливою, оскільки місця, такі як затонулі судна або культурні об'єкти, можуть бути захищені національним або міжнародним правом, правами власності, правилами комерційного дайвінгу, також захисту культурної спадщини та торгівлі.

## Додаткова література
- Bass, George F. "After the Diving is Over, " Underwater Archaeology Proceedings, Toni Carrell, ed., Society for Historical Archaeology, 1990, 10-13.
- Bass, George F. "The Men Who Stole the Stars, " INA Newsletter, Vol. 15, No. 2, 11.
- Burgess, Robert E. Sunken Treasure (Dodd, Mead; New York; 1988)
- Castro, Filipe. «Treasure Hunting»,
- Draper, Robert. "Indian Takers, " Texas Monthly, March, 1993, 104—107, 121—124.
- Elia, Ricardo. "Nautical Shenanigans [review of book Walking the Plank], " Archaeology, Vol. 48, No. 1, January–February, 1995, 79-84.
- Graham, C., The Bamboo Chest; 2004
- Haldane, Cheryl. "The Abandoned Shipwreck Act, " INA Newsletter, Vol. 15, No. 2, 9.
- Kurson, Robert (2015). Pirate Hunters. New York: Random House. с. 304 pp. ISBN 9781400063369.
- Muckenhaupt PG. «TREASURE PIRATES SHIPWRECKS GOLD AND SILVER», 2018
- Renfrew, Colin, Loot, Legitimacy and Ownership. London: Duckworth, 2000.
- E. Lee Spence, Treasures of the Confederate Coast: the «Real Rhett Butler» & Other Revelations (Narwhal Press, Charleston/Miami, 1995)
- Throckmorton, Peter. "The World's Worst Investment: The Economics of Treasure Hunting with Real Life Comparisons, " Underwater Archaeology Proceedings, Toni Carrell, ed., Society for Historical Archaeology, 1990, 6-10.
- United States Senate. Public Law 100—298 [S. 858], Abandoned Shipwreck Act of 1987, April 28, 1988 (Courtesy of Calvin R. Cummings).